# Wilhelm Meyer
Wilhelm Meyer (Spira, 1º aprile 1845 – Gottinga, 9 marzo 1917) è stato un filologo classico e latinista tedesco.

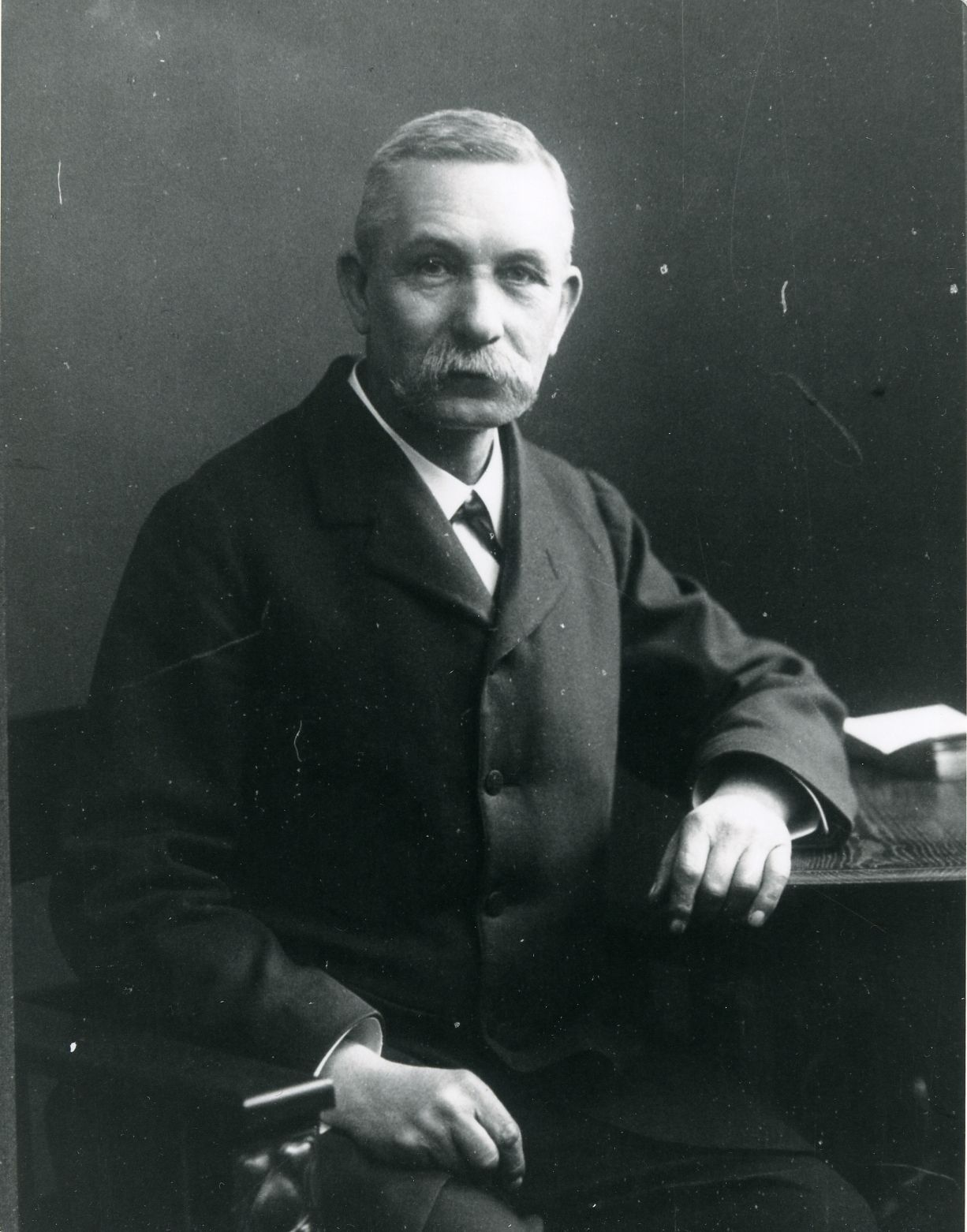
Wilhelm Meyer.

Inizialmente bibliofilo e letterato, si occupò anche di musicologia. Divenne professore di filologia latina classica e medievale all'Università di Gottinga. Divenne noto come Meyer aus Speyer (Meyer di Spira) per via della sua città natale.

## Biografia
Fu un'autorità sulla prosodia del medioevo in versi latini, pubblicando su di essa carte che sono state raccolte in tre volumi nel suo Gesammelte Abhandlungen zur mittellateinischen Rhythmik. In Die Oxforder Gedichte des Primas ... identificò le poesie di Ugo Primate, che fino ad allora era solo un nome. In  Der Gelegenheitsdichter Venanzio Fortunato (1901) elaborò la cronologia della produzione innodica di Venanzio Fortunato.
Suo figlio Rudolf cambiò il suo cognome in Riefstahl e fu un noto archeologo.